# Çolakoğlu, Battalgazi
Çolakoğlu là một xã thuộc huyện Battalgazi, tỉnh Malatya, Thổ Nhĩ Kỳ. Dân số thời điểm năm 2011 là 501 người.